# IC 2214
IC 2214 ist eine Balken-Spiralgalaxie vom Hubble-Typ SBab im Sternbild Luchs am Nordsternhimmel. Sie ist schätzungsweise 263 Millionen Lichtjahre von der Milchstraße entfernt und hat einen Durchmesser von etwa 60.000 Lichtjahren.

Im selben Himmelsareal befinden sich u. a. die Galaxien IC 2211 und IC 2212.
Das Objekt wurde am 7. Februar 1896 von Stéphane Javelle entdeckt.